# Wahlkreis Rom – Prenestino – Labicano
Der Wahlkreis Rom – Prenestino – Labicano war von 1993 bis 2005 ein Wahlkreis (italienisch collegio elettorale) für die Wahl der Abgeordnetenkammer.

## Wahlkreisgebiet
Der Wahlkreis umfasste den Teil der Gemeinde Rom, der aus Stadtgliederungen Tiburtino (Q. VI) und Prenestino-Labicano (Q. VII) bestand.

## Wahlergebnisse

### Parlamentswahl 1994

#### Direktstimmen
| Kandidaten               | Kandidaten              | Parteien           | Stimmen | %    |
| ------------------------ | ----------------------- | ------------------ | ------- | ---- |
|                          | Massimo Scaliagewählt   | Progressisti       | 43.482  | 62,0 |
|                          | Roberto Di Giovan Paolo | Patto per l’Italia | 26.613  | 38,0 |
| Gesamt                   | Gesamt                  | Gesamt             | 70.095  | 100  |
|                          |                         |                    |         |      |
| Ungültige Stimmen        | Ungültige Stimmen       | Ungültige Stimmen  | 13.125  | 15,8 |
| Wähler                   | Wähler                  | Wähler             | 83.220  | 87,5 |
| Wahlberechtigte          | Wahlberechtigte         | Wahlberechtigte    | 95.098  |      |
|                          |                         |                    |         |      |
| Quelle: Innenministerium |                         |                    |         |      |

#### Listenstimmen
| Parteien                             | Parteien                            | Parteien                            | Stimmen | %    |
| ------------------------------------ | ----------------------------------- | ----------------------------------- | ------- | ---- |
|                                      | Progressisti                        | Partito Democratico della Sinistra  | 23.375  | 29,1 |
| Partito della Rifondazione Comunista | Progressisti                        | 6.543                               | 8,1     |      |
| Federazione dei Verdi                | Progressisti                        | 2.892                               | 3,6     |      |
| Partito Socialista Italiano          | Progressisti                        | 928                                 | 1,2     |      |
| Alleanza Democratica                 | Progressisti                        | 846                                 | 1,1     |      |
| La Rete                              | Progressisti                        | 619                                 | 0,8     |      |
| ↳ Gesamt                             | Progressisti                        | 35.203                              | 43,8    |      |
|                                      | Polo del Buon Governo               | Alleanza Nazionale                  | 19.555  | 24,4 |
| Forza Italia                         | Polo del Buon Governo               | 12.580                              | 15,7    |      |
| ↳ Gesamt                             | Polo del Buon Governo               | 32.135                              | 40,0    |      |
|                                      | Patto per l’Italia                  | Partito Popolare Italiano           | 5.342   | 6,7  |
| Patto Segni                          | Patto per l’Italia                  | 4.395                               | 5,5     |      |
| ↳ Gesamt                             | Patto per l’Italia                  | 9.737                               | 12,1    |      |
|                                      | Lista Marco Pannella                | Lista Marco Pannella                | 2.683   | 3,3  |
|                                      | Partito della Legge Naturale        | Partito della Legge Naturale        | 249     | 0,3  |
|                                      | Socialdemocrazia per le Libertà     | Socialdemocrazia per le Libertà     | 214     | 0,3  |
|                                      | Movimento Europeo Liberal Cristiano | Movimento Europeo Liberal Cristiano | 49      | 0,1  |
|                                      | Alleanza per i Castelli             | Alleanza per i Castelli             | 28      | 0,0  |
| Gesamt                               | Gesamt                              | Gesamt                              | 80.298  | 100  |
|                                      |                                     |                                     |         |      |
| Ungültige Stimmen                    | Ungültige Stimmen                   | Ungültige Stimmen                   | 3.202   | 3,8  |
| Wähler                               | Wähler                              | Wähler                              | 83.500  | 87,8 |
| Wahlberechtigte                      | Wahlberechtigte                     | Wahlberechtigte                     | 95.098  |      |
|                                      |                                     |                                     |         |      |
| Quelle: Innenministerium             |                                     |                                     |         |      |

### Parlamentswahl 1996

#### Direktstimmen
| Kandidaten               | Kandidaten            | Parteien            | Stimmen | %    |
| ------------------------ | --------------------- | ------------------- | ------- | ---- |
|                          | Massimo Scaliagewählt | L’Ulivo             | 41.502  | 55,4 |
|                          | Laura Scalabrini      | Polo per le Libertà | 29.367  | 39,2 |
|                          | Claudio Marsilio      | Fiamma Tricolore    | 4.005   | 5,3  |
| Gesamt                   | Gesamt                | Gesamt              | 74.874  | 100  |
|                          |                       |                     |         |      |
| Ungültige Stimmen        | Ungültige Stimmen     | Ungültige Stimmen   | 4.091   | 5,2  |
| Wähler                   | Wähler                | Wähler              | 78.965  | 84,7 |
| Wahlberechtigte          | Wahlberechtigte       | Wahlberechtigte     | 93.179  |      |
|                          |                       |                     |         |      |
| Quelle: Innenministerium |                       |                     |         |      |

#### Listenstimmen
| Parteien                                          | Parteien                             | Parteien                             | Stimmen | %    |
| ------------------------------------------------- | ------------------------------------ | ------------------------------------ | ------- | ---- |
|                                                   | Polo per le Libertà                  | Alleanza Nazionale                   | 21.550  | 28,5 |
| Forza Italia                                      | Polo per le Libertà                  | 8.137                                | 10,8    |      |
| CCD – CDU                                         | Polo per le Libertà                  | 2.575                                | 3,4     |      |
| ↳ Gesamt                                          | Polo per le Libertà                  | 32.262                               | 42,7    |      |
|                                                   | L’Ulivo                              | Partito Democratico della Sinistra   | 21.893  | 28,9 |
| Rinnovamento Italiano                             | L’Ulivo                              | 3.335                                | 4,4     |      |
| Popolari per Prodi (PPI – SVP – PRI – UD – Prodi) | L’Ulivo                              | 3.152                                | 4,2     |      |
| Federazione dei Verdi                             | L’Ulivo                              | 2.521                                | 3,3     |      |
| ↳ Gesamt                                          | L’Ulivo                              | 30.901                               | 40,9    |      |
|                                                   | Partito della Rifondazione Comunista | Partito della Rifondazione Comunista | 9.669   | 12,8 |
|                                                   | Lista Pannella – Sgarbi              | Lista Pannella – Sgarbi              | 1.265   | 1,7  |
|                                                   | Fiamma Tricolore                     | Fiamma Tricolore                     | 951     | 1,3  |
|                                                   | Partito Socialista                   | Partito Socialista                   | 432     | 0,6  |
|                                                   | Partito Umanista                     | Partito Umanista                     | 144     | 0,2  |
| Gesamt                                            | Gesamt                               | Gesamt                               | 75.624  | 100  |
|                                                   |                                      |                                      |         |      |
| Ungültige Stimmen                                 | Ungültige Stimmen                    | Ungültige Stimmen                    | 3.359   | 4,3  |
| Wähler                                            | Wähler                               | Wähler                               | 78.983  | 84,8 |
| Wahlberechtigte                                   | Wahlberechtigte                      | Wahlberechtigte                      | 93.179  |      |
|                                                   |                                      |                                      |         |      |
| Quelle: Innenministerium                          |                                      |                                      |         |      |

### Parlamentswahl 2001

#### Direktstimmen
| Kandidaten               | Kandidaten               | Parteien           | Stimmen | %    |
| ------------------------ | ------------------------ | ------------------ | ------- | ---- |
|                          | Francesco Rutelligewählt | L’Ulivo            | 36.457  | 56,7 |
|                          | Elio Vito                | Casa delle Libertà | 25.463  | 39,6 |
|                          | Pietro Tagliatesta       | Lista Di Pietro    | 2.348   | 3,7  |
| Gesamt                   | Gesamt                   | Gesamt             | 64.268  | 100  |
|                          |                          |                    |         |      |
| Ungültige Stimmen        | Ungültige Stimmen        | Ungültige Stimmen  | 2.211   | 3,3  |
| Wähler                   | Wähler                   | Wähler             | 66.479  | 77,4 |
| Wahlberechtigte          | Wahlberechtigte          | Wahlberechtigte    | 85.844  |      |
|                          |                          |                    |         |      |
| Quelle: Innenministerium |                          |                    |         |      |

#### Listenstimmen
| Parteien                               | Parteien                             | Parteien                             | Stimmen | %    |
| -------------------------------------- | ------------------------------------ | ------------------------------------ | ------- | ---- |
|                                        | L’Ulivo                              | Democratici di Sinistra              | 13.742  | 21,8 |
| La Margherita (Dem – PPI – RI – Udeur) | L’Ulivo                              | 13.025                               | 20,6    |      |
| Partito dei Comunisti Italiani         | L’Ulivo                              | 911                                  | 1,4     |      |
| Il Girasole (FdV – SDI)                | L’Ulivo                              | 837                                  | 1,3     |      |
| ↳ Gesamt                               | L’Ulivo                              | 28.515                               | 45,2    |      |
|                                        | Casa delle Libertà                   | Alleanza Nazionale                   | 13.027  | 20,6 |
| Forza Italia                           | Casa delle Libertà                   | 11.664                               | 18,5    |      |
| CCD – CDU                              | Casa delle Libertà                   | 901                                  | 1,4     |      |
| Nuovo PSI                              | Casa delle Libertà                   | 378                                  | 0,6     |      |
| Lega Nord                              | Casa delle Libertà                   | 51                                   | 0,1     |      |
| ↳ Gesamt                               | Casa delle Libertà                   | 26.021                               | 41,2    |      |
|                                        | Partito della Rifondazione Comunista | Partito della Rifondazione Comunista | 4.221   | 6,7  |
|                                        | Lista Di Pietro                      | Lista Di Pietro                      | 1.488   | 2,4  |
|                                        | Democrazia Europea                   | Democrazia Europea                   | 1.253   | 2,0  |
|                                        | Lista Emma Bonino                    | Lista Emma Bonino                    | 959     | 1,5  |
|                                        | Fiamma Tricolore                     | Fiamma Tricolore                     | 342     | 0,5  |
|                                        | Fronte Nazionale                     | Fronte Nazionale                     | 281     | 0,4  |
|                                        | Paese Nuovo                          | Paese Nuovo                          | 28      | 0,0  |
|                                        | Abolizione Scorporo                  | Abolizione Scorporo                  | 12      | 0,0  |
| Gesamt                                 | Gesamt                               | Gesamt                               | 63.120  | 100  |
|                                        |                                      |                                      |         |      |
| Ungültige Stimmen                      | Ungültige Stimmen                    | Ungültige Stimmen                    | 2.849   | 4,3  |
| Wähler                                 | Wähler                               | Wähler                               | 65.969  | 76,8 |
| Wahlberechtigte                        | Wahlberechtigte                      | Wahlberechtigte                      | 85.844  |      |
|                                        |                                      |                                      |         |      |
| Quelle: Innenministerium               |                                      |                                      |         |      |